# Paulinho Piracicaba
Paulo Robspierry Carreiro (em chinês: 福保羅) (Piracicaba, 16 de janeiro de 1983), conhecido como Paulinho Piracicaba ou apenas Paulinho, é um futebolista brasileiro-honconguês que atua como meia-atacante. Atualmente defende o HKFC, onde também acumula a função de técnico do time Sub-18.

## Carreira
No Brasil, Paulinho defendeu apenas o Olímpia entre 2007 e 2008, se mudando para Hong Kong neste ano para defender o Citizen. Pelos Flat Bags, disputou 85 jogos e marcou 22 gols, vencendo o Escudo do Desafio Sênior de Hong Kong de 2010–11.
Teve ainda 2 passagens rápidas pelo Kitchee (2014–2015 e 2017–2018), clube onde obteve a maior parte dos títulos como profissional (5). Em dezembro de 2015, foi contratado pelo Shenzhen, assinando por 2 anos, mas problemas com lesões prejudicaram a estadia de Paulinho na equipe chinesa (foram apenas 4 jogos ), fazendo o jogador ser operado 2 vezes.
Ainda defendeu o R&F entre 2018 e 2019, ficando sem clube durante um ano. Em 2020, assinou com o Fu Moon, equipe da segunda divisão honconguesa, disputando 2 partidas e marcando 2 gols.
Em outubro de 2022, assinou com o HKFC, acumulando as funções de jogador e treinador da equipe Sub-18.

## Seleção de Hong Kong
Nascido em Piracicaba, Paulinho recebeu o passaporte de Hong Kong em outubro de 2015, tornando-se apto para defender a seleção nacional. A estreia do jogador pelos Dragões foi num amistoso contra Myanmar, em novembro do mesmo ano, marcando o gol da vitória por 1 a 0 sobre as Maldivas, pelas eliminatórias da Copa de 2018, que também foi o único dele em 4 jogos pela Seleção Honconguesa.

## Estatísticas

### Gols pela Seleção
| Gol | Data                   | Estádio                          | Rival    | Placar inicial | Placar final | Competição                                         |
| --- | ---------------------- | -------------------------------- | -------- | -------------- | ------------ | -------------------------------------------------- |
| 1.  | 12 de novembro de 2015 | Estádio Nacional, Malé, Maldivas | Maldivas | 1–0            | 1–0          | Eliminatórias da Copa de 2018 (AFC – Segunda Fase) |

## Títulos
Citizen
- Escudo do Desafio Sênior de Hong Kong: 2010–11

Kitchee
- Liga da Primeira Divisão de Hong Kong: 2014–15, 2017–18
- Copa FA de Hong Kong: 2017–18
- Hong Kong Sapling Cup: 2017–18
- Copa da Liga de Hong Kong: 2014–15

### Individuais
- Artilheiro do Escudo do Desafio Sênior de Hong Kong: 2010–11 (4 gols)